# 抱川市
抱川市（：／ Pocheon si */?）是大韩民国京畿道东北部的一个市。

## 行政区划
1个邑，2个洞，11个面 
- 蘇屹邑（소흘읍）
- 仙壇洞（선단동）
- 抱川面（포천동）
- 官仁面（관인면）
- 郡内面（군내면）
- 加山面（가산면）
- 內村面（내촌면）
- 花峴面（화현면）
- 蒼水面（창수면）
- 一東面（일동면）
- 二東面（이동면）
- 永中面（영중면）
- 永北面（영북면）
- 新北面（신북면）

## 名人
- 申惠晶 (AOA成員)